# Orzo

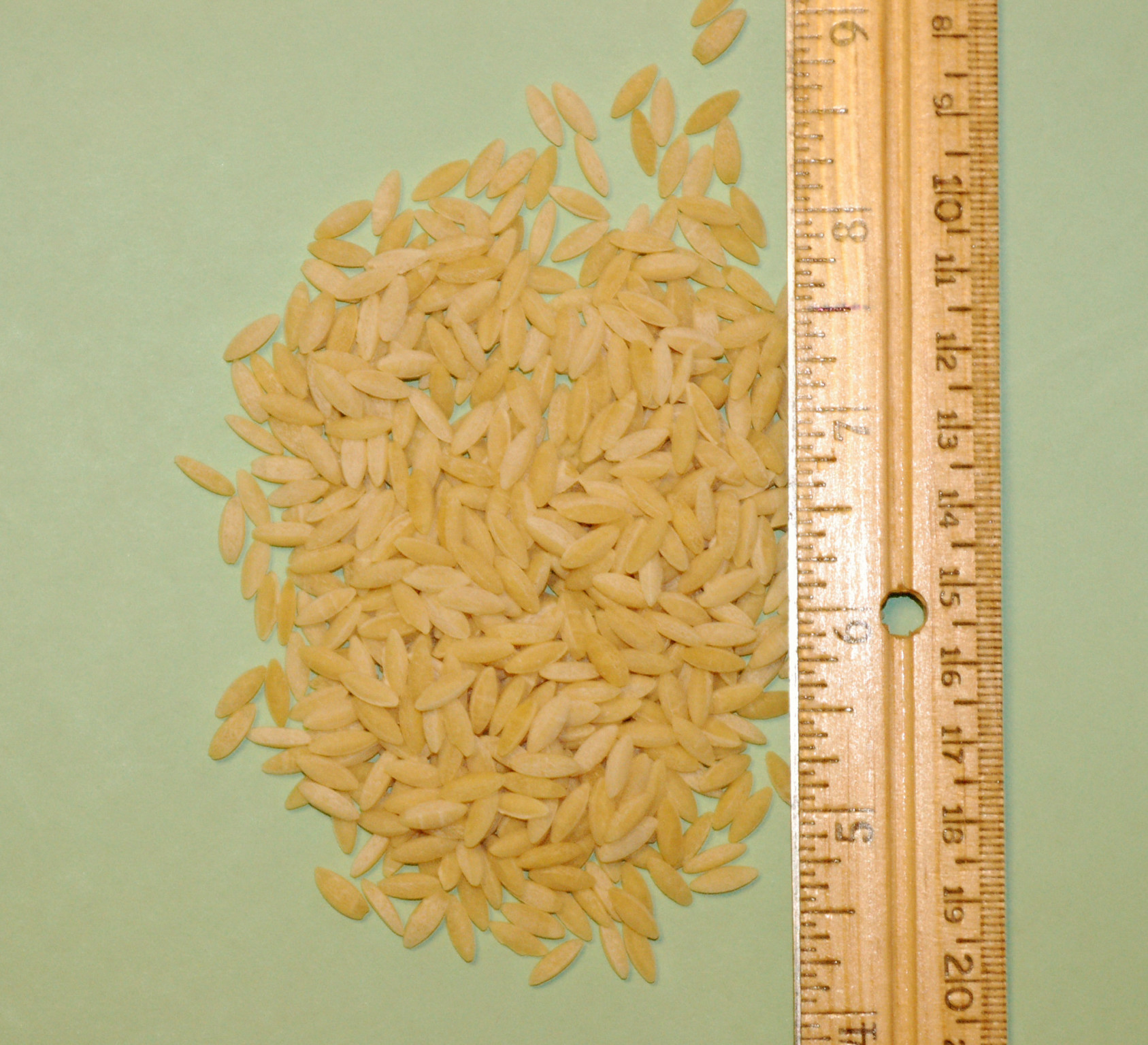
Wielkość makaronu orzo

Orzo [ˈɔr.d͡zo] – rodzaj makaronu, który kształtem i wielkością przypomina ziarno ryżu lub jęczmienia. Stosowany jest do rzadkich zup oraz zup warzywnych.
Orzo po włosku oznacza „jęczmień”. Wykorzystywane są również nazwy synonimiczne: Puntine, Punte d'ago, Armelline, Semi d'orzo, Semi d'avena, Semi di riso, Occhi di giudeo, Armellette, Puntalette, Semi di cicoria, Cicorietta, Risetto, Chicchi di riso, Semini, Avena, Avenagrande, Cicorie, Rosa Marina, Rosamarina, Schupfnudeln, Reiskornpasta, Kritharaki, Manestra, Pasta gallo pion.